# Cold Norton
Cold Norton – wieś w Anglii, w hrabstwie Essex, w dystrykcie Maldon. Leży 15 km na południowy wschód od miasta Chelmsford i 59 km na wschód od Londynu.